# Campeonato de Escocia de Rugby 1991-92
El Campeonato de Escocia de Rugby (Scotland Division 1) de 1991-92 fue la decimonovena edición del principal torneo de rugby de Escocia.

## Sistema de disputa
El torneo se disputó en formato de todos contra todos en la que cada equipo enfrentó a cada uno de sus rivales.
El equipo que al finalizar el torneo obtuviera mayor cantidad de puntos, se coronó como campeón del torneo, mientras que los dos últimos descendieron directamente a la División 2. 
Puntuación
Para ordenar a los equipos en la tabla de posiciones se los puntuará según los resultados obtenidos.
- 2 puntos por victoria.
- 1 puntos por empate.
- 0 puntos por derrota.

## Clasificación
| Pos. | Equipo                  | Encuentros | Encuentros | Encuentros | Encuentros | Tantos | Tantos | Tantos | Puntos |
| Pos. | Equipo                  | PJ         | PG         | PE         | PP         | F      | C      | Dif    | Puntos |
| ---- | ----------------------- | ---------- | ---------- | ---------- | ---------- | ------ | ------ | ------ | ------ |
| 1.º  | Melrose RFC             | 13         | 11         | 1          | 1          | 263    | 142    | +121   | 23     |
| 2.º  | Edinburgh Accies        | 13         | 10         | 1          | 2          | 266    | 130    | +136   | 21     |
| 3.º  | Heriot's FP             | 13         | 7          | 1          | 5          | 198    | 218    | -20    | 15     |
| 4.º  | Boroughmuir RFC         | 12         | 6          | 1          | 5          | 210    | 179    | +31    | 13     |
| 5.º  | Gala RFC                | 13         | 6          | 0          | 7          | 237    | 202    | +35    | 12     |
| 6.º  | Selkirk                 | 12         | 6          | 0          | 6          | 228    | 120    | +18    | 12     |
| 7.º  | Watsonians              | 13         | 5          | 2          | 6          | 202    | 185    | +17    | 12     |
| 8.º  | Currie RFC              | 13         | 6          | 0          | 7          | 231    | 227    | +4     | 12     |
| 9.º  | Jed-Forest              | 13         | 6          | 0          | 7          | 174    | 173    | +1     | 12     |
| 10.º | Stirling County RFC     | 13         | 6          | 0          | 7          | 145    | 207    | -62    | 12     |
| 11.º | Hawick RFC              | 13         | 4          | 2          | 7          | 176    | 193    | -17    | 10     |
| 12.º | Glasgow High Kelvinside | 13         | 4          | 2          | 7          | 206    | 245    | -39    | 10     |
| 13.º | Stewart's Melville      | 13         | 5          | 0          | 8          | 164    | 261    | -97    | 10     |
| 14.º | West of Scotland        | 13         | 3          | 0          | 10         | 163    | 291    | -128   | 6      |

|  | Campeón.                    |
|  | Descendido a la División 2. |

| Bandera de Escocia  |
| Campeón Melrose RFC |
| Segundo título      |